# Ракеты не должны взлететь
«Ракеты не должны взлететь» — художественный фильм, снятый режиссёрами Алексеем Швачко и Антоном Тимонишиным по сценарию Павла Загребельного и Николая Фигуровского на Киностудии им. А. Довженко в 1964 году.
Премьера фильма состоялась 9 августа 1965 года.

## Сюжет
В 1944 году из концлагеря, расположенного на территории Германии, бежит пленный советский офицер Михаил Скиба. Вскоре к нему присоединяется поляк Дулькевич и американский диверсант Юджин, посланный своим командованием с целью определить точные координаты ракетной площадки, с которой бомбардируют Лондон. На небольшом судне все трое пробираются в оккупированную немцами Голландию, где им предстоит найти секретный объект.
От своей радистки Юджин узнаёт, что главный на ракетном полигоне — Либих, начальник пульта управления ракетами. На его похищении и доставке в Соединённые Штаты настаивает и крупная американская корпорация, чьё руководство готово заплатить солидную премию за пленение Либиха. Скиба с товарищами помогают Юджину в этом похищении, убедившись, что, в силу технических причин, планировавшийся ими первоначально взрыв полигона не наносит ожидаемого урона. Войдя в контакт с голландскими подпольщиками, они совершают дерзкий налёт на тщательно охраняемую территорию базы.

## В ролях
| Актёр            | Роль                             |
| ---------------- | -------------------------------- |
| Евгений Гвоздёв  | лейтенант Михаил Скиба           |
| Глеб Стриженов   | актер Генрих Дулькевич           |
| Вия Артмане      | Перл                             |
| Лев Поляков      | сержант американской армии Юджин |
| Юрий Волков      | майор, немецкий инженер Либих    |
| Всеволод Сафонов | унтер-офицер, дезертир Гейнц     |
| Владимир Волчик  | серб Атанасио                    |
| Олег Голубицкий  | англичанин Клифтон               |
| Валерий Панарин  | поляк Болеслав                   |

### В эпизодах
| Актёр               | Роль                    |
| ------------------- | ----------------------- |
| Юрий Лавров         | начальник гестапо       |
| Зоя Фёдорова        | фрау Кестлер            |
| Таисия Литвиненко   | Дорис жена Гейнца       |
| Мотеюс Валанчус     |                         |
| Сергей Сибель       | голландский подпольщик  |
| Григорий Тесля      | Кёрн                    |
| Сергей Голованов    | немецкий офицер         |
| Арнольд Сиккел      | папаша Фитих            |
| Екатерина Шандыбина | Генрике внучка мельника |
| Уно Лойт            | немецкий офицер         |

### Нет в титрах
| Актёр              | Роль                   |
| ------------------ | ---------------------- |
| Альфред Ребане     |                        |
| Александр Смирнов  | штандартенфюрер Гедике |
| Лев Перфилов       | немецкий офицер Финк   |
| Витольд Янпавлис   | немецкий офицер        |
| Вячеслав Езепов    | оберлейтенант Кранц    |
| Алексей Сафонов    | комендант              |
| Варвара Маслюченко |                        |

## Съёмочная группа
- Авторы сценария: Павел Загребельный, Николай Фигуровский
- Режиссёры-постановщики: Алексей Швачко, Антон Тимонишин
- Оператор-постановщик: Наум Слуцкий
- Художник: Анатолий Добролежа
- Композитор: Игорь Шамо
- Текст песни: Л. Смирнов
- Звукооператор: Николай Медведев
- Режиссёр: Г.П. Брусин
- Редактор: Григорий Зельдович
- Оператор: Александр Яновский
- Грим: Елена Парфенюк
- Костюмы: Я. Добровольская
- Директор: Г. Шандыбин
- Дирижёр: Степан Турчак